# Compsobuthus humaae
Espèce
Compsobuthus humaae est une espèce de scorpions de la famille des Buthidae.

## Distribution
Cette espèce est endémique du Sind au Pakistan. Elle se rencontre vers Digri.

## Description
Le mâle holotype mesure 43 mm.

## Étymologie
Cette espèce est nommée en l'honneur de Mme Huma.

## Publication originale
- Amir, Kamaluddin & Kahn, 2005 : « A new species of the genus Compsobuthus Vachon (Arachnida: Scorpionida: Buthidae) from Pakistan. » Pakistan Journal of Zoology, vol. 37, no 2, p. 117-121 (texte intégral).